# Jacqueline Sassard

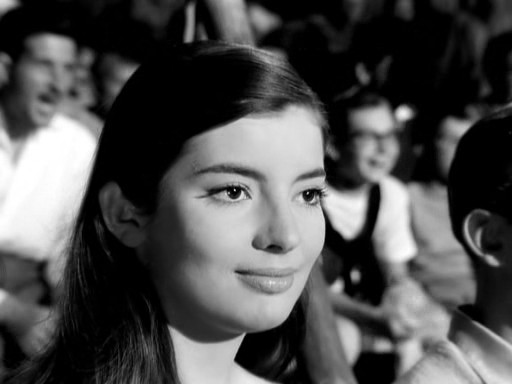
Jacqueline Sassard in Wilder Sommer von 1959

Jacqueline Sassard (* 13. März 1940 in Nizza; † 17. Juli 2021 in Lugano, Schweiz) war eine französische Schauspielerin.

## Leben
Die Tochter eines Kolonialoffiziers wuchs in Duala in Kamerun auf. In ihrer Heimatstadt Nizza wurde sie 15-jährig für den Film entdeckt. Bereits ein Jahr danach in Gwendalina mit Regisseur Alberto Lattuada erhielt sie die Titelrolle eines jungen Mädchens, das unter seinen Eltern leidet.
Danach wurde sie besonders in italienischen Produktionen eingesetzt. Meist spielte sie in Gegenwartsstoffen junge Frauen mit Liebesproblemen, in dem Historienfilm Kadmos – Tyrann von Theben war sie die Tochter des Titelhelden, und in dem deutschen Musikfilm Freddy und das Lied der Südsee verkörperte sie eine Tahitianerin, in die sich Hauptdarsteller Freddy Quinn verliebt.
Für ihre letzten beiden Rollen in den Filmen Accident – Zwischenfall in Oxford und Zwei Freundinnen erhielt Sassard einiges Lob, dennoch zog sie sich danach im Alter von 27 Jahren aus der Öffentlichkeit zurück. Sie lebte mehrere Jahre in Brasilien, später im Département Alpes-Maritimes. Sie war bis zu dessen Tod im Jahr 2014 mit Gianni Lancia verheiratet.

## Filmografie
- 1956: Geheimer Krieg (Je plaide non coupable)
- 1957: Gwendalina (Guendalina)
- 1959: Menschen, die im Schatten stehen (Il magistrato)
- 1959: Mal diese – mal jene (Faibles femmes)
- 1959: Verliebte haben’s schwer (Tutti innamorati)
- 1959: Wilder Sommer (Estate violenta)
- 1959: Ferdinand – König von Neapel (Ferdinando I. re di Napoli)
- 1960: Nata di marzo
- 1961: Mariti a congresso
- 1961: I soliti rapinatori a Milano
- 1961: Kadmos – Tyrann von Theben (Arrivano i titani)
- 1962: Freddy und das Lied der Südsee
- 1963: Sandokan (Sandokan, la tigre di Mompracem)
- 1964: Helle Stimmen (Le voci bianche)
- 1964: Die schwarzen Piraten von Malaysia (I pirati della Malesia)
- 1965: Die Stationen unserer Liebe (Le stagioni del nostro amore)
- 1967: Accident – Zwischenfall in Oxford (Accident)
- 1968: Zwei Freundinnen (Les biches)